# غرباء بالكامل (فلم 2016)
غرباء بالكامل (بالإيطالية: Perfetti sconosciuti) هو فيلم كوميديا دراما إيطالي من إخراج باولو جينوفيز . وبطولة جوزيبي باتيستون،آنا فوجلياتا وماركو جياليني.عرض الفيلم في إيطاليا في 11 فبراير 2016  وحقق نجاحاً تجارياً ونقدياً.تم نسخ الفيلم وتقديمه حول العالم بإجمالي 18 نسخة.

## نبذه
سبعة أصدقاء قدامى، يجتمعون ويذهبون لتناول العشاء، وهناك يقررون فجأة بأنهم سيتشاركون جميعًا في محتويات الرسائل البريدية والمكالمات، بحيث تصبح جميعها متاحة أمام بعضهم البعض، لكن هذا يجعل النقاب يسقط عن الكثير من الأسرار.

## طاقم العمل
- جوزيبي باتيستون بدور بيبي [3]
- آنا فوجلياتا بدور كارلوتا[3]
- ماركو جياليني بدور روكو[3]
- إدواردو ليو بدور كوزيمو[3]
- فاليريو ماستندريا بدور ليلي[3]
- ألبا رورفاكر بدور بيانكا[3]
- كاسيا سموتنياك بدور إيفا[3]

## وصلات خارجية
- مقالات تستعمل روابط فنية بلا صلة مع ويكي بيانات